# Delainey Aigner-Swesey
Delainey Aigner-Swesey (bürgerlich: Delainey Gregory; * 14. März 1992 in Culver City, Kalifornien) ist eine US-amerikanische Volleyballspielerin und -trainerin.

## Karriere
Aigner-Swesey begann ihre Karriere an der Serrano High School in Phelan. 2011 begann sie ihr Studium der Biologie an der California State University, Long Beach. Dort spielte sie in der Universitätsmannschaft. Parallel war sie auch im Beachvolleyball aktiv. 2015 wechselte die Diagonalangreiferin zum deutschen Bundesligisten 1. VC Wiesbaden. In den Bundesliga-Playoffs 2015/16 schied der VCW im Viertelfinale aus. Im CEV-Pokal gegen Polski Cukier Muszyna sammelte Aigner-Swesey internationale Erfahrung. Nach der Saison 2016/17 verließ sie Wiesbaden, um in ihre Heimat zurückzukehren. Dort ist sie bei der Volleyballmannschaft der Seattle University als Assistenztrainerin tätig.

## Privatleben
Im Mai 2018 heiratete sie Taylor Gregory, dessen Nachnamen sie angenommen hat.